# Gary (Indiana)
Gary é a maior cidade do Condado de Lake, Indiana, nos Estados Unidos.

## História
A cidade foi fundada em 1906 pela United States Steel Corporation.

## Filhos ilustres
- Michael Jackson, famoso cantor e compositor dos Estados Unidos, nasceu em Gary.
- Deniece Williams,  cantora e compositora dos Estados Unidos, nasceu em Gary.
- Paul Samuelson, Nobel da Economia em 1970, nasceu em Gary;
- Freddie Gibbs, rapper e compositor dos EUA nasceu em Gary;
- Frank Borman também nasceu nesta cidade.

## Cidade-irmã
- Fuxin  (China)